# Burton, West Sussex
Burton var en civil parish fram till 1933 då den blev en del av Duncton, East Lavington och Sutton, i grevskapet Sussex (nu West Sussex), i England. Civil parish var belägen 16 km från Chichester och hade 55 invånare år 1931. Byn nämndes i Domedagsboken (Domesday Book) år 1086, och kallades då Botechitone.